# Mesoligia subrosea
Mesoligia subrosea är en fjärilsart. Mesoligia subrosea ingår i släktet Mesoligia och familjen nattflyn. Inga underarter finns listade i Catalogue of Life.